# You and Me (альбом)
You and Me (рус. Ты и я) — дебютный студийный альбом бывшего участника группы Westlife Шейна Файлана. Релиз лонгплея в Великобритании состоялся 4 ноября 2013 года. Альбом доступен в трех вариантах издания: стандартном, Deluxe-версии (с дополнительным CD) и, так называемом, фанатском (fan edition), включающим, помимо компакт-диска из стандартного издания, DVD с документальными материалами. Альбом получил серебряный статус в Великобритании.

## Информация об альбоме
После распада группы Westlife, Шейн Файлан, будучи одним из основных её вокалистов (как и в своё время Брайан Макфадден, ещё один участник группы) продолжил свою музыкальную карьеру в качестве сольного исполнителя. Помогать ему в этом вызвался прежний менеджер Westlife Луис Уолш, также известный по работе в такими артистами, как Boyzone, Ронан Китинг, Girls Aloud, Jedward. Весной 2013 года Шейн подписал контракт с лейблом Capitol Records и начал работу над дебютным сольным альбомом.

Во времена Westlife Шейн довольно редко принимал непосредственное участие в написании материала для группы. Занявшись сольной карьерой он стал автором всех песен будущего лонгплея. Соавторами Шейна стали Стив Мак, Уэйн Гектор (известные по работе с Westlife, Сьюзан Бойл, One Direction и др.), Ник Аткинсон (Габриэль Аплин), Дэвид Снеддон (Лана Дель Рей), Пол Бэрри, Патрик Маскелл (Энрике Иглесиас), Кайл Сэкли, Брэндон Худ (Фэйт Хилл, Лиэнн Раймс). Продюсерами альбома стали: Мартин Терефе, Стив Мак и Nexus.
Первой записанной песней и одновременно первым синглом ирландского исполнителя стала композиция «Everything to Me», которая достигла 14 строчки британского чарта и 7 позиции национального хит-парада Ирландии. Второй сингл «About You» вышел за день до выхода альбома — 3 ноября 2013 года.
11 октября для оформивших предзаказ альбома в iTunes Store стал доступен трек «Knee Deep In My Heart»., позднее выпущенный в качестве третьего сингла.

## Список композиций
| №   | Название                      | Автор(ы)                                      | Продюсер(ы)               | Длительность |
| --- | ----------------------------- | --------------------------------------------- | ------------------------- | ------------ |
| 1.  | «Everything to Me»            | Шейн Файлан, Ник Аткинсон, Том Вайлдинг       | Мартин Терефе             | 3:23         |
| 2.  | «About You»                   | Шейн Файлан, Стив Мак, Уэйн Гектор            | Стив Мак                  | 3:47         |
| 3.  | «All You Need to Know»        | Шейн Файлан, Патрик Маскелл, Пол Бэрри        | Мартин Терефе             | 3:34         |
| 4.  | «Knee Deep In My Heart»       | Шейн Файлан, Кэсс Лоув, Йон Грин              | Мартин Терефе, Кэсс Лоув  | 3:06         |
| 5.  | «One Of These Days»           | Шейн Файлан, Патрик Маскелл, Пол Бэрри        | Мартин Терефе             | 3:35         |
| 6.  | «Everytime»                   | Шейн Файлан, Дэвид Сниддон, Джеймс Бауэр-Майн | The Nexus                 | 3:31         |
| 7.  | «Always Tomorrow»             | Шейн Файлан, Бен Эрл                          | Мартин Терефе             | 3:39         |
| 8.  | «When I Met You»              | Шейн Файлан, Брэндон Худ                      | Мартин Терефе             | 3:27         |
| 9.  | «Everything Gonna Be Alright» | Шейн Файлан, Чен Ниман, Дрю Лоуренс           | Мартин Терефе             | 3:50         |
| 10. | «Coming Home»                 | Шейн Файлан, Патрик Маскелл, Пол Бэрри        | Пол Михен, Брайан Роулинг | 3:11         |
| 11. | «Baby Let's Dance»            | Шейн Файлан, Йон Грин, Фил Торнали            | Мартин Терефе             | 3:15         |
| 12. | «In the End»                  | Шейн Файлан, Тим Пауэлл, Уейн Гектор          | Мартин Терефе             | 3:59         |
| 13. | «You and Me»                  | Шейн Файлан, Джек Макманус, Тим Вудкок        | Мартин Терефе             | 3:41         |

## Чарты
| Страна         | Высшая позиция в чарте |
| -------------- | ---------------------- |
| Великобритания | 6                      |
| Ирландия       | 3                      |

## Хронология релиза
| Страна         | Дата релиза   | Формат                   | Лейбл           |
| -------------- | ------------- | ------------------------ | --------------- |
| Ирландия       | 1 ноября 2013 | Цифровая дистрибуция, CD | Capitol Records |
| Великобритания | 4 ноября 2013 | Цифровая дистрибуция, CD | Capitol Records |